# Pasaccardoa jeffreyi
Pasaccardoa jeffreyi là một loài thực vật có hoa trong họ Cúc. Loài này được Wild mô tả khoa học đầu tiên.